# ナインハーフ
『ナインハーフ』（9½ Weeks）は、1986年公開のアメリカ映画。『フラッシュダンス』のエイドリアン・ライン監督作品。原作はインゲボルグ・デイ（筆名はエリザベス・マクニール）の同名小説。
1997年の続編『ナインハーフ2』は、映画オリジナルで原作はなく、ミッキー・ロークが再度、出演している。

## あらすじ
ジョンはウォール街の金融ブローカー、エリザベスは20代半ばバツイチのソーホーのアートギャラリーの従業員。エリザベスはニューヨークの中華料理店で初めてジョンと出会う。エリザベスは、フリーマーケットで見かけたスカーフに魅了されるが高価なため買うことを断念する。ジョンはそのスカーフをエリザベスに贈り彼女の心をつかむ。二人は交際を始めるが、エリザベスは次第にジョンの特異な行動にさらされるようになる。ジョンはエリザベスに目隠しをし、エリザベスは最初は嫌がり彼の性的要求に応じようとしなかったが、やがてその要求に応じるようになる。ジョンは彼女に高価な金の時計を与え、それを使って毎日正午に彼が自分に触れることを考えるように、と指示する。そして彼女は、指定された時間に職場で自慰行為をするようになる。
エリザベスはジョンを自分の生活に取り込み、友人に会わせたいと考えたが、ジョンは夜にしか会いたくないと言い、友人とは昼間に会うように指示する。エリザベスは、ジョンが自分をジョンのアパートに残していったことで、ジョンに対する戸惑いを募らせる。そして彼のクローゼットを調べ、彼が別の女性と一緒に写っている写真を発見する。それに気づいたジョンはエリザベスに、自分の部屋を勝手に調べたのかと尋ね、罰を与えると宣言する。そして、ジョンは彼女に性的暴行を加える。
エリザベスは精神的な刺激を求めて、ジョンのオフィスにつきまとうようになる。昼食を共にした際、彼女が「男ばかりの中に入りたい」と言ったので、彼は彼女が男装してランデブーするように手配する。その店を出たところで、ジョンとエリザベスをゲイカップルと勘違いした2人の男が同性愛者への中傷を浴びせ、喧嘩になってしまう。エリザベスは相手のナイフを拾い、相手の尻を刺して二人で逃げる。喧嘩の後、エリザベスは濡れたタンクトップを見せ、ジョンと強烈な情熱を持ってその場でセックスをする。この後、ジョンの性的遊戯はよりSM的要素を帯びていく。しかし、それはエリザベスを満足させたり、力づけたりするのではなく、彼女の感情的な弱さを強めるものであった。
エリザベスは、画家のファンズワースとの展覧会がようやく実現する。しかし、彼女はすでに精神的に追い詰められていた。エリザベスはパーティーを抜け出し、ジョンに電話をかける。エリザベスはジョンの家で一晩を過ごし、そして翌朝、彼女は立ち上がり、ゆっくりと彼のアパートから荷物を運び出す。彼女が出て行くことを知ったジョンは、自分の人生について詳しく話そうとする。しかしエリザベスは、手遅れだと言ってアパートを出て行く。彼女が戻ってくることを願いながら、ジョンは心の中で50からのカウントダウンを始める。

## キャスト
※括弧内は日本語吹き替え
- ジョン・グレイ - ミッキー・ローク（安原義人）
- エリザベス・マクグロウ - キム・ベイシンガー（小山茉美）
- モリー - マーガレット・ホイットン（弥永和子）
- ファンズワース - ドワイト・ワイスト（池田勝）
- シア - クリスティーン・バランスキー
- スー - カレン・ヤング
- パーティのゲスト - ロン・ウッド
  - 日本語吹替：初回放送1988年2月7日テレビ朝日『日曜洋画劇場』※キングレコード版のDVD、ブルーレイディスクに収録。

## 音楽
- ジョン・テイラー (ベーシスト) / I Do What I Do...
- Luba / The Best Is Yet To Come （恋するほどに美しく）
- ブライアン・フェリー / Slave To Love
- Dalbello / Black On Black
- コリー・ハート / Eurasian Eyes
- ジョー・コッカー / You Can Leave Your Hat On （黄昏の孤独）
- ディーヴォ / Bread And Butter
- ユーリズミックス / This City Never Sleeps
- スチュワート・コープランド / Cannes
- Luba / Let It Go (3:40)

## スタッフ
- 監督：エイドリアン・ライン
- 製作：アンソニー・ルーファス・アイザック、キース・バリッシュ
- 原作：エリザベス・マクニール
- 脚本：パトリシア・ノップ、ザルマン・キング
- 撮影：ピーター・ビジウ
- 音楽：ジャック・ニッチェ

## その他
2008年5月にアメリカの映画専門サイトMovieFoneが発表した「Sexiest Movie Couples of All Time（歴代映画のセクシーなカップル）」において、ミッキー・ロークの演じたジョンとキム・ベイシンガーの演じたエリザベスのカップルが第1位となった。イギリスのエンタメニュースサイトdigital spyの「映画に出てくる名セックスシーンベスト10」で2位に選ばれた。